# دانشگاه پکتیا
دانشگاه پکتیا دانشگاهی دولتی در شهر گردیز ولایت پکتیا، افغانستان است. رئیس فعلی آن مولوی عبدالحکیم هادی است. به گفته وی، تقریباً ۸۵۰۰ دانشجو در دانشگاه پکتیا ثبت‌نام کرده‌اند. اکثر آنها دانشجویان مرد هستند. تقریباً ۱۴۵ استاد در این دانشگاه مشغول به تدریس هستند. میزان پذیرش دانشجویان این دانشگاه ۵۵ درصد گزارش شده است.
دانشگاه پکتیا در سال ۲۰۰۴ پس از آن تأسیس شد که دفتر والی ولایت پکتیا پیشنهادی را به دولت اسلامی انتقالی افغانستان در مورد ساخت یک دانشگاه در این ولایت ارائه کرد. طبق این پیشنهاد، این دانشگاه به عنوان یک موسسه غیرانتفاعی و دارای مدرک کارشناسی شناخته شد.
تا مارس ۲۰۰۹، این دانشگاه با یک کالج تربیت معلم در یک ساختمان مشترک بود. دانشگاه پکتیا در حال حاضر حداقل شامل دو دانشکده در رشته‌های کشاورزی و آموزش، پزشکی، حقوق و علوم سیاسی، مهندسی و اقتصاد است.

## پیشینه
دانشگاه پکتیا در سال ۱۳۸۳ در شهر گردیز، ولایت پکتیا، بنابر پشنهاد مقام وزارت تحصیلات عالی افغانستان تأسیس گردید. تا سال ۱۳۹۰ با دو دانشکده کشاورزی و تعلیم و تربیت فعالیت داشت و در این سال، دانشگاه خصوصی آریانا پشاور با سه دانشکده (پزشکی، مهندسی، حقوق و علوم سیاسی) با دانشگاه پکتیا ادغام گردید. در سال ۱۳۹۲ دانشکده زبان و ادبیات و دانشکده اقتصاد و دانشکده شبانه در دانشگاه پکتیا ایجاد گردید. در سال ۱۳۹۲ شمار دانشجویان به ۴۰۵۶ می‌رسد که ۱۰۷ تن آن بانوان می‌باشند.

## ادغام دانشگاه آریانا
دانشگاه آریانا یک موسسه آموزشی خصوصی در پیشاور پاکستان بود که عمدتاً برای پناهندگان افغان فعالیت می‌کرد. پس از درخواست‌های طولانی مردم ولایت پکتیا، دانشگاه آریانا با دانشگاه پکتیا ادغام شد.
قبل از ادغام، این موسسه تقریباً ۱۰۰۰ دانشجو در دانشکده‌های کشاورزی و آموزش داشت. پس از ادغام، تعداد دانشجویان با اضافه شدن سه دانشکده دیگر: پزشکی، مهندسی و حقوق، به تقریباً ۳۰۰۰ نفر افزایش یافت.

## دانشکده‌ها وسال تأسیس
- دانشکده کشاورزی(۱۳۸۳)
- دانشکده تعلیم و تربیت(۱۳۸۳)
- دانشکده پزشکی(۱۳۹۰)
- دانشکده مهندسی(۱۳۹۰)
- دانشکده حقوق و علوم سیاسی(۱۳۹۰)
- دانشکده زبان و ادبیات(۱۳۹۲)
- دانشکده اقتصاد(۱۳۹۲)
- دانشکده علوم کامپیوتر(۱۳۹۹)